# III Brygada Piechoty Legionów
III Brygada Piechoty Legionów (III BP Leg.) – brygada piechoty Wojska Polskiego II RP.
III BP Leg. sformowana została w 1919 roku (?), w składzie 1 Dywizji Piechoty Legionów.
W 1921 roku dowództwo III BP Leg. przeformowane zostało w dowództwo piechoty dywizyjnej lub rozformowane(?). 6 pułk piechoty Legionów podporządkowany zostały bezpośrednio dowódcy 1 DP Leg., a 41 pułk piechoty dowódcy nowo powstałej 29 Dywizji Piechoty.

## Dowódcy
- płk Józef Olszyna-Wilczyński[1][2].
- ppłk Bolesław Popowicz

## Skład
Przed wyprawą kijowską
- 6 pułk piechoty legionów

Też
- dowództwo
- 6 pułk piechoty Legionów
- 41 pułk piechoty